# Trust but Clarify
«Trust but Clarify» (укр. «Довіряй, але уточнюй») — п'ята серія двадцять восьмого сезону мультсеріалу «Сімпсони», прем'єра якої відбулась 23 жовтня 2016 року у США на телеканалі «Fox».

## Сюжет
Під час «Шоу Клоуна Красті» той представляє новий продукт: «Крастіподібні» (англ. «Krustaceans», цукерки, які навіть Красті вважає смачними. При перегляді Барт висловлює подяку за них «Krusty Prime».
Тим часом на Спрінґфілдській електростанції Гомер заздрить працівника, який ледве розмовляє англійською, але отримав кутовий офіс. У свідомості Гомера його Амбіція говорить йому одягатися краще, щоб отримати підвищення. Мардж допомагає Гомеру купити новий костюм.
У барі для ветеранів непопулярних воєн дід Сімпсон разом з іншими ветеранами дивиться «Зовсім вечірнє шоу із Джиммі Джиммі», на якому Кент Брокман є запрошеною зіркою. На шоу Кент починає розповідати історії війни в Іраку, коли він розбився, посадив падаючий вертоліт на потоплений контейнер. Ще один ветеран війни в барі стверджує, що історія Кента була фейком. В результаті, Кент вибачається за всі фальшиві історії, які він розповідав в етері. За це його звільняють за це і замінюють Арні Паєм.
У шкільному автобусі Ліса дізнається, що цукерки Красті надзвичайно викликають звикання і залишають відчуття поколювання. Вона об'єднується з Баром, щоб з'ясувати, чому. Їм вдається прорватися на один із заводів у Красті, викрасти зразки з продукту і відвезти їх до професора Фрінка. Виявляється, що цукерки містять формальдегід… Ліса намагається показати цю історію на «6 каналі», але вони відмовляються її транслювати.
Наступного дня після купівлі костюму Гомер входить до кабінету містера Бернса, даючи йому підстави йому отримати підвищення, але йому не вдається. Амбіцію Гомера побили його Апатія, Алкоголізм, Гнів і Побоювання, після чого її «викинули» з вуха Гомера. Пізніше її з'їв Маленький Помічник Санти, а Гомер вирішує піти до таверни Мо.
Тим часом Кент перебуває в депресії, оскільки він не в змозі знайти нову роботу у сфері новин і роздумує про самогубство. Ліса просить його висвітлити її історію про новий продукт Красти. Він неохоче, але сприймає історію Ліси як можливість повернення, тому вони застають Красті з вимогою визнати, що його продукт — шкідливий. Після цього Кенту вдається повернути роботу. Цього разу Кент у прямому етері дякує Лісі.

## Ставлення критиків і глядачів
Під час прем'єри серію переглянули 3,36 млн осіб з рейтингом 1.5, що зробило її найпопулярнішим шоу на каналі «Fox» тієї ночі.
Денніс Перкінс з «The A.V. Club» дав серії оцінку B-, сказавши, що «серія досить легко забувається, хоча її не можна ігнорувати».
Згідно з голосуванням на сайті The NoHomers Club більшість фанатів оцінили серію на 2/5 із середньою оцінкою 2,75/5.